# Pat Spencer
Patrick Andrew "Pat" Spencer (North Wales, Pensilvania, 4 de julio de 1996) es un baloncestista estadounidense que pertenece a la plantilla de los Golden State Warriors de la NBA, con un contrato dual que le permite jugar además en su filial de la G League, los Santa Cruz Warriors. Con 1,91 metros de estatura, juega en la posición de base o de escolta.

## Trayectoria deportiva

### Universidad
Entre 2016 y 2019 jugó al lacrosse con los Greyhounds de la Universidad Loyola Maryland, donde fue uno de los jugadores más destacados a nivel nacional, manteniendo en la actualidad el récord de asistencias de la División I de la NCAA y el de puntos de la Patriot League. Obtuvo además el trofeo al jugador más destacado del país.
Tras graduarse, jugó al baloncesto una temporada con los Wildcats de la Universidad Northwestern, en la que promedió 10,4 puntos, 4,1 rebotes y 3,9 asistencias por partido.

#### Estadísticas
| Año     | Equipo       | PJ | PT | MPP  | %TC  | %3P  | %TL  | RPP | APP | ROB | TPP | PPP  |
| ------- | ------------ | -- | -- | ---- | ---- | ---- | ---- | --- | --- | --- | --- | ---- |
| 2019–20 | Northwestern | 31 | 29 | 29.4 | .436 | .235 | .815 | 4.1 | 3.9 | .8  | .3  | 10.4 |

### Profesional
Tras ver su temporada de baloncesto universitario interrumpida por la pandemia de COVID-19, fichó ya casi finalizando la temporada por los Hamburg Towers de la Basketball Bundesliga, con los que promedió 7,0 puntos y 3,0 rebotes en los ocho partidos que disputó.
De vuelta en su país, el 25 de octubre de 2021 firmó con el Capital City Go-Go de la NBA G League. Disputó 15 partidos, en los que promedió 7,5 puntos y 2,5 rebotes.
El 25 de julio de 2022 firmó un contrato a prueba con los Golden State Warriors, aunque finalmente no terminó siendo parte de la plantilla. El 24 de octubre se unió a la lista de la pretemporada de su filial, los Santa Cruz Warriors.
El 29 de noviembre de 2023 volvió a firmar con Santa Cruz, y el 22 de febrero de 2024 firmó un contrato dual con Golden State. Debutó en la NBA el 25 de febrero de 2024 ante Denver Nuggets, y disputó 6 encuentros con el primer equipo esa temporada.
En su segundo año con los Warriors, el 4 de enero de 2025 se enfrentó por primera vez a su hermano Cam, que jugaba para Memphis Grizzlies, en un encuentro NBA.

## Estadísticas de su carrera en la NBA

### Temporada regular
| Año     | Equipo       | PJ | PT | MPP | %TC  | %3P  | %TL  | RPP | APP | ROB | TPP | PPP |
| ------- | ------------ | -- | -- | --- | ---- | ---- | ---- | --- | --- | --- | --- | --- |
| 2023-24 | Golden State | 6  | 0  | 4.3 | .500 | .000 | —    | .7  | .8  | .0  | .0  | .7  |
| 2024-25 | Golden State | 39 | 0  | 6.4 | .406 | .227 | .733 | 1.2 | 1.2 | .4  | .1  | 2.5 |
| Total   | Total        | 45 | 0  | 6.1 | .410 | .208 | .733 | 1.1 | 1.2 | .3  | .1  | 2.3 |

### Playoffs
| Año   | Equipo       | PJ | PT | MPP | %TC  | %3P  | %TL   | RPP | APP | ROB | TPP | PPP |
| ----- | ------------ | -- | -- | --- | ---- | ---- | ----- | --- | --- | --- | --- | --- |
| 2025  | Golden State | 8  | 0  | 7.9 | .640 | .333 | 1.000 | 1.4 | .8  | .4  | .0  | 4.5 |
| Total | Total        | 8  | 0  | 7.9 | .640 | .333 | 1.000 | 1.4 | .8  | .4  | .0  | 4.5 |